# Jiang Xinlin
Jiang Xinlin (in cinese: 蒋新林; Contea di Qi, febbraio 1988) è un astronauta cinese.
Il 26 ottobre 2023 è partito per lo spazio come operatore della missione di lunga durata Shenzhou 17.